# Нидзица
Нидзица (пол. Nidzica, нем. Neidenburg) — город в Польше, входит в Варминьско-Мазурское воеводство, Нидзицкий повят. Занимает площадь 6,86 км². Население — 13 872 человека (на 2018 год).

## История
Нидзица — город, называемый въездными воротами на Мазуры, расположен неподалёку от скоростной трассы E 77, ведущей из Гданьска в Варшаву, а также в Ольштын. Нидзица, окружённая прекрасными лесами с великолепным растительным покровом и множеством диких животных, имеет также готический замок XIV века, расположенный на холме. Здание из полевого камня и кирпича возвышается на плане прямоугольника, размером 62×44 метра. Это крупнейший тевтонский замок на Мазурах, выполнявший одновременно функцию и резиденции, и крепости. Замок вместе с прилегающей непосредственно к нему местностью образует замковый комплекс. Просторный внутренний двор окружён четырьмя крыльями с двумя фланговыми башнями высотой в 23 метра. В замке проживали войты-командоры, располагались городские власти, его использовали и как тюрьму. Мощный живописный силуэт замка на холме виден с каждого ведущего к городу пути. В настоящее время хозяином замка является Нидзинский центр культуры, который организует занятия любительских танцевальных, музыкальных, театральных и художественных групп.

## Памятники
В реестр охраняемых памятников Варминьско-Мазурского воеводства занесены:
- Городская планировка старого города конца XIV в.
- Костёл св. Войцеха и непорочного зачатия Девы Марии XIV, XVII, XX в.
- Кладбище при костёле
- Лютеранско-аугсбургская церковь 1858—1890 гг.
- Лютеранско-аугсбургское кладбище сектора I и II 1 половины XIX в.
- Иудейские кладбища начала XIX и начала XX в.
- Замок начала XIV, XIX в.
- Оборонительные стены конца XIV в.
- Ратуша и рынок XIX в.
- Почта 1892 г.
- Доходный дом 1912, 1968 г. по ул.1 Мая, 18
- Староство 1910—11 г.
- бывшая почтовая станция
- здание Ссудной кассы повята 1927 г.
- Зернохранилище 1 половины XIX в.
- Комплекс виллы 1920 г. по ул. Траугутта, 10
- Школа 1907—1909 гг.
- Здание «Монастырёк» XIV (предположительно) в.
- Дома XIX — начала XX в. по ул. Жеромского, 2, 12
- Пивоварня 1870 г.
- Дом при пивоварне XIX в.
- Водонапорная башня 1934 г.

## Галерея

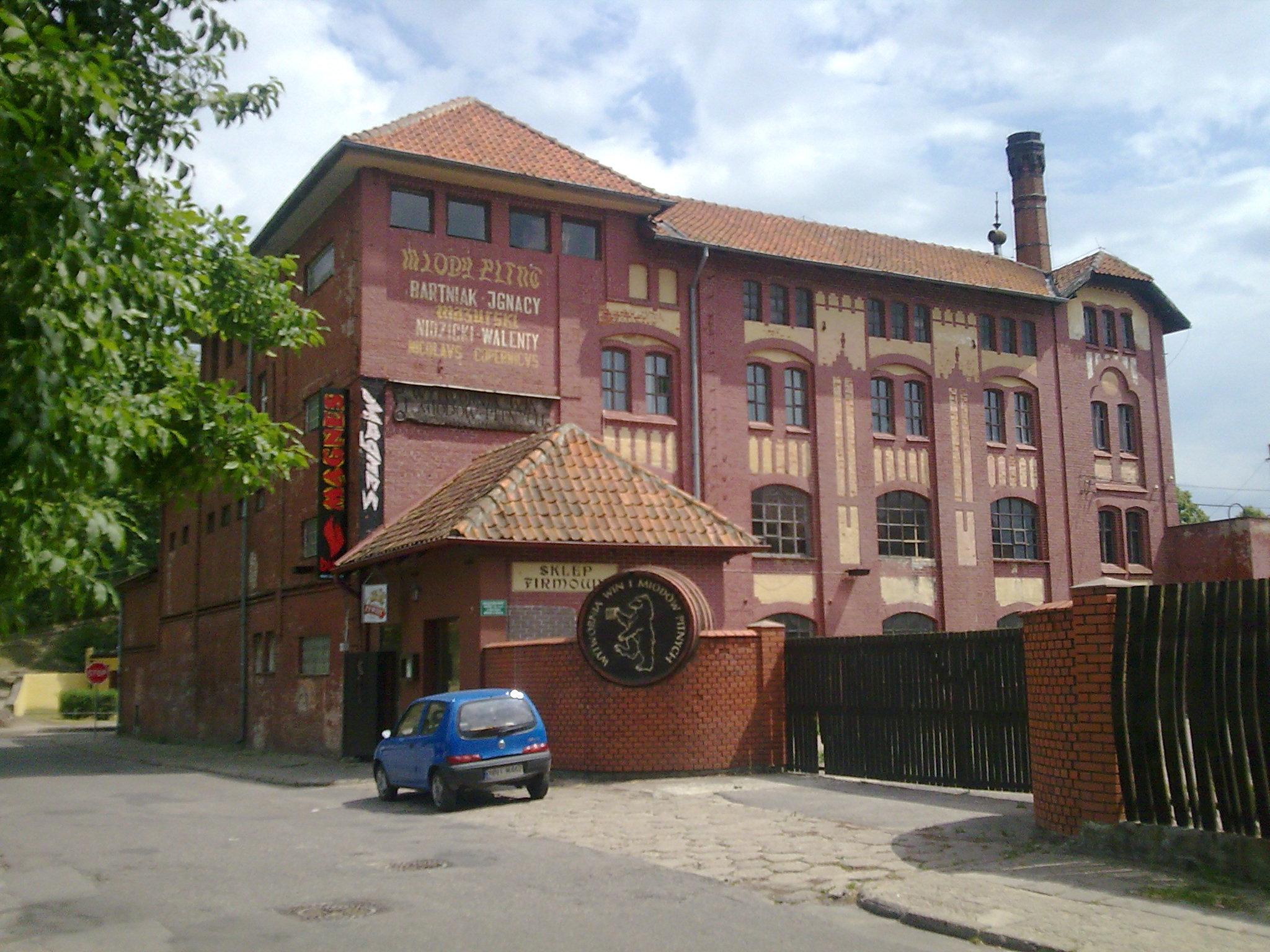
Пивоварня
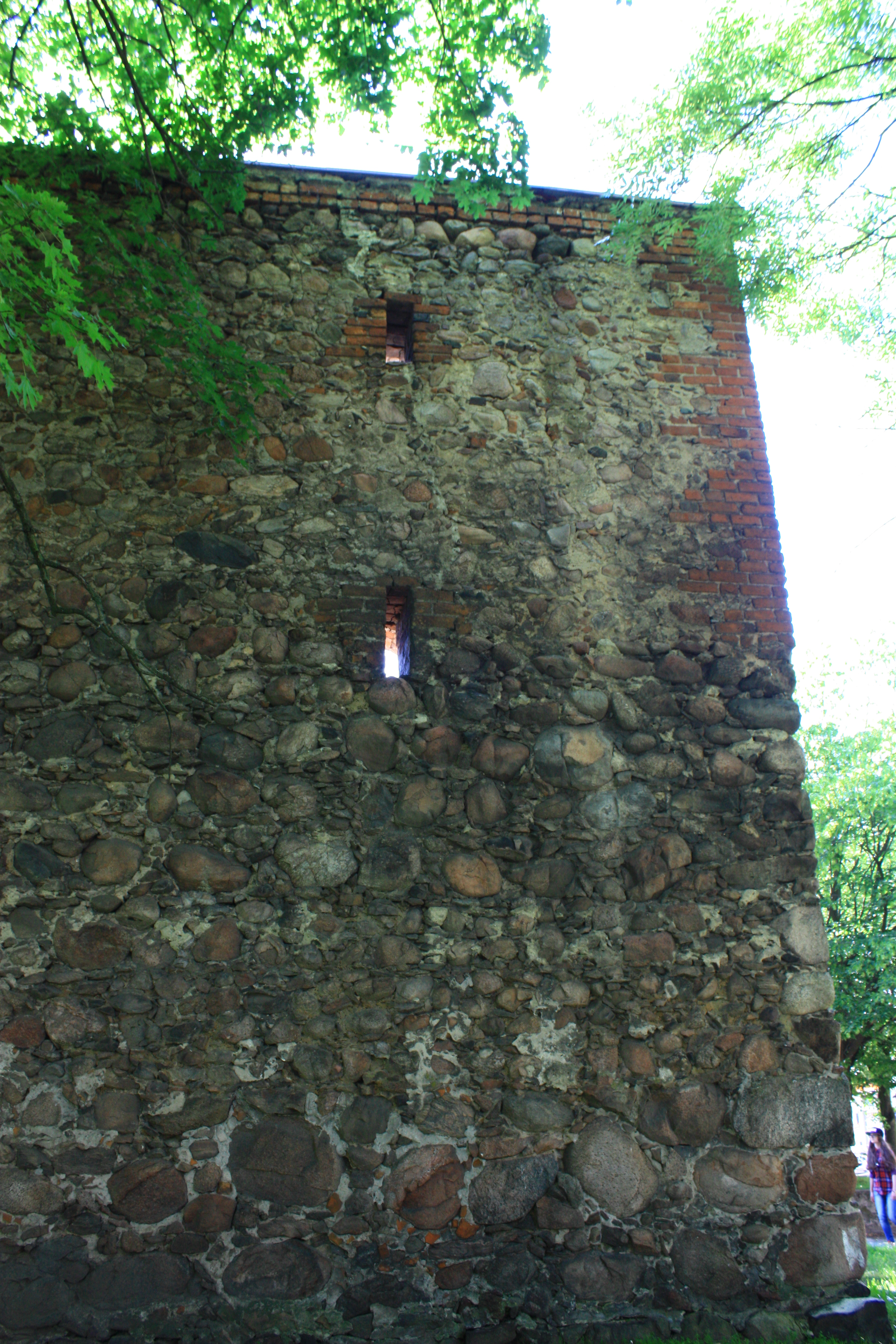
Оборонительные стены
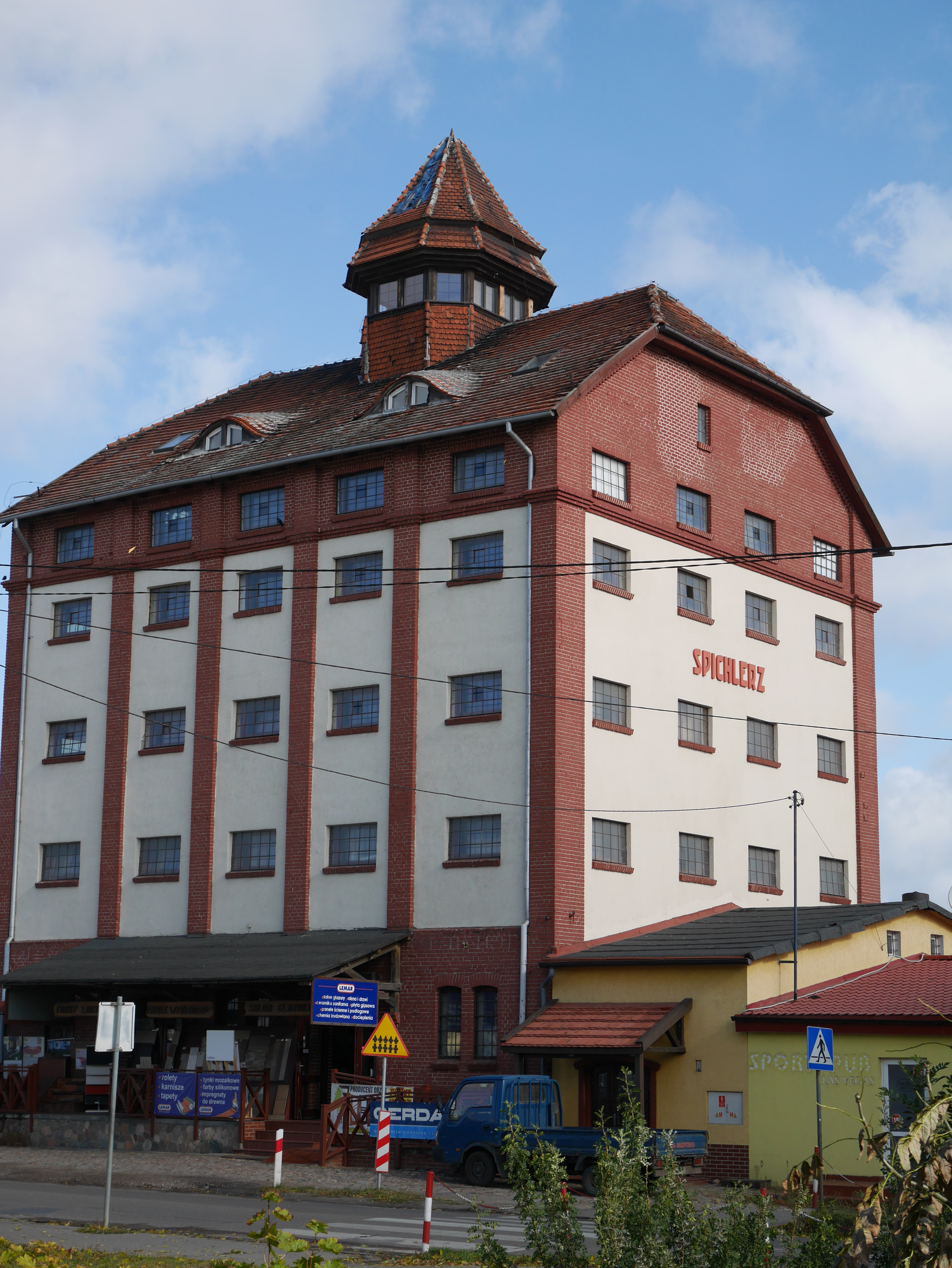
Зернохранилище
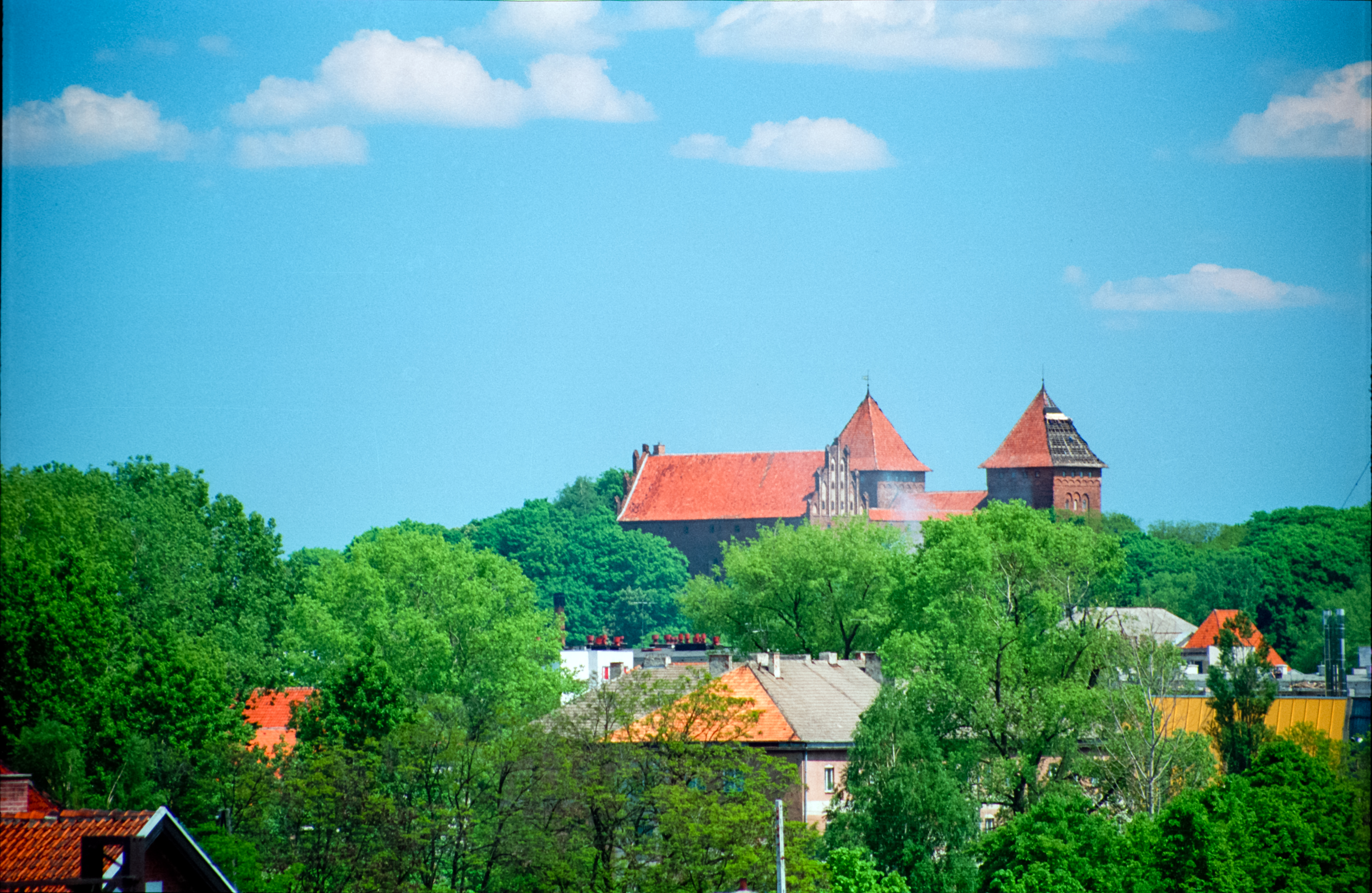
Fernsicht auf die Ordensburg
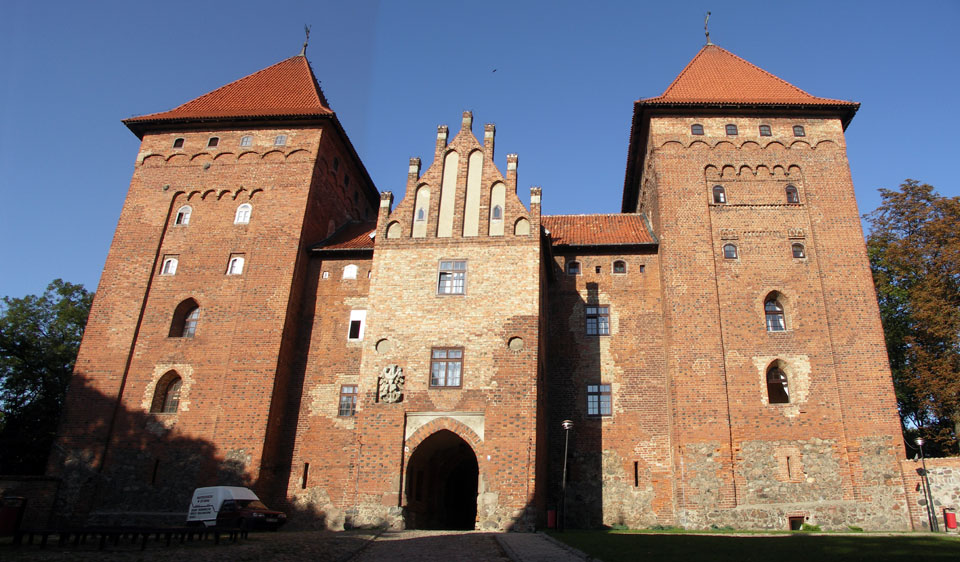
Eingangsseite der Burg
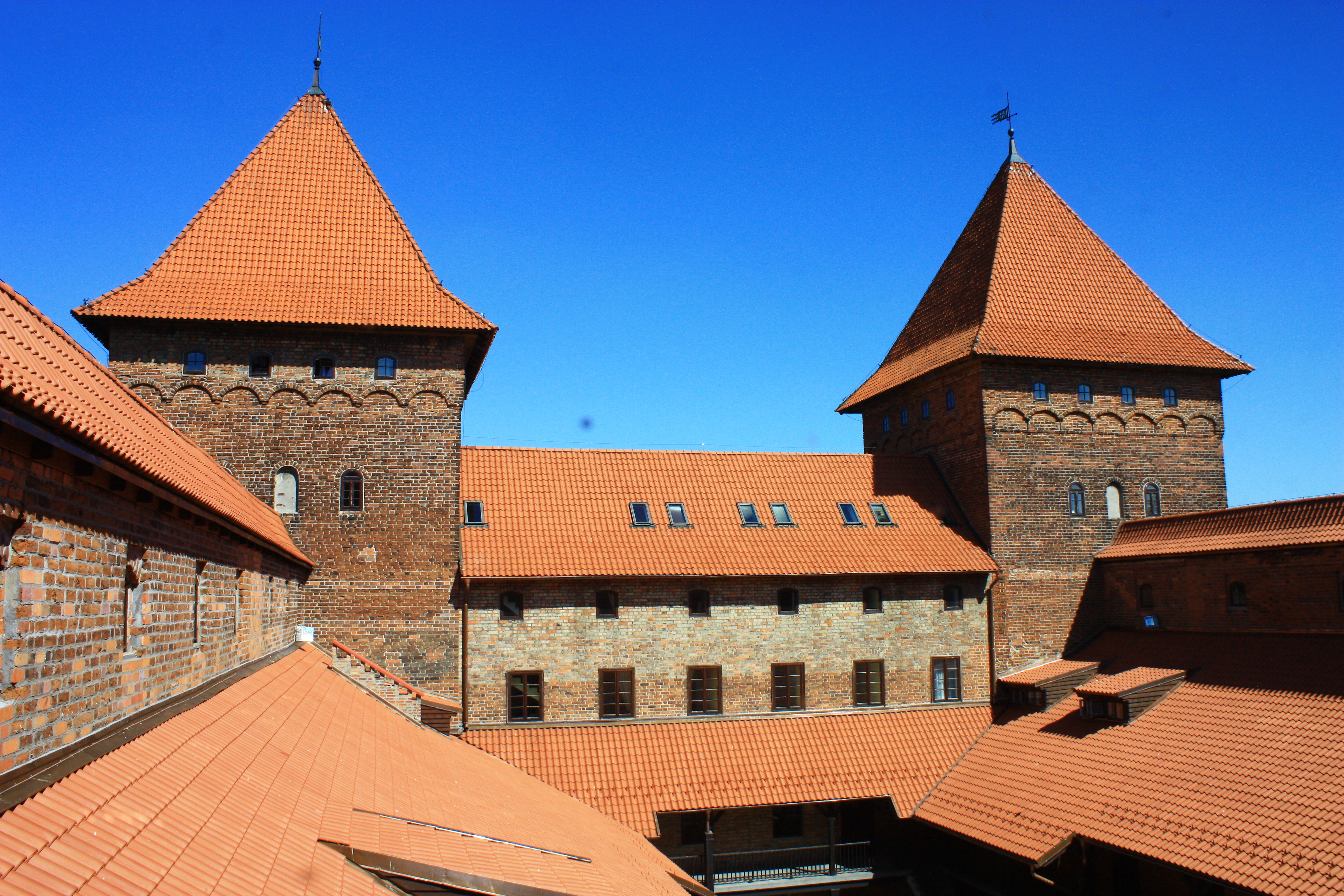
Obergeschoss der Burg
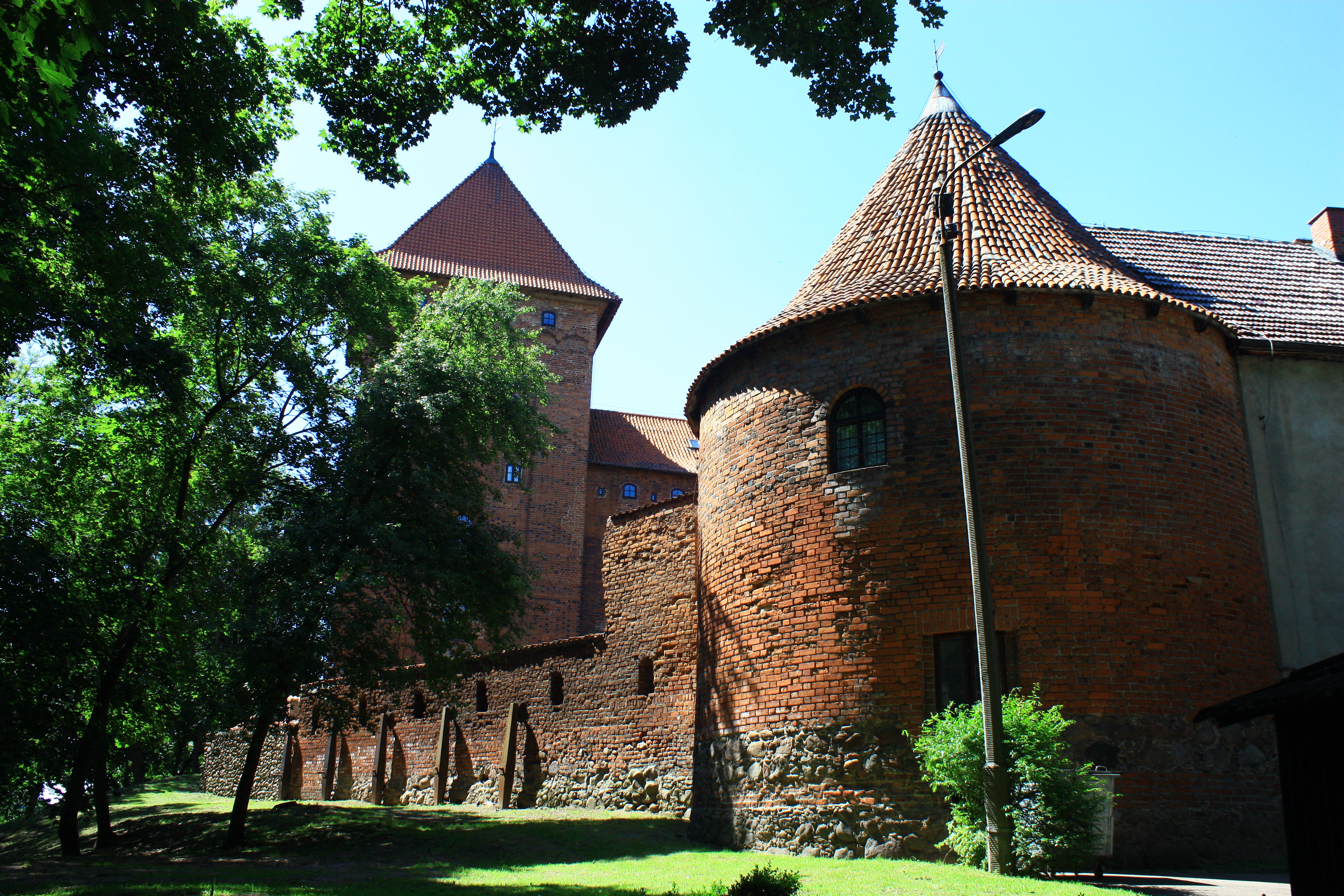
Außenmauer der Burg
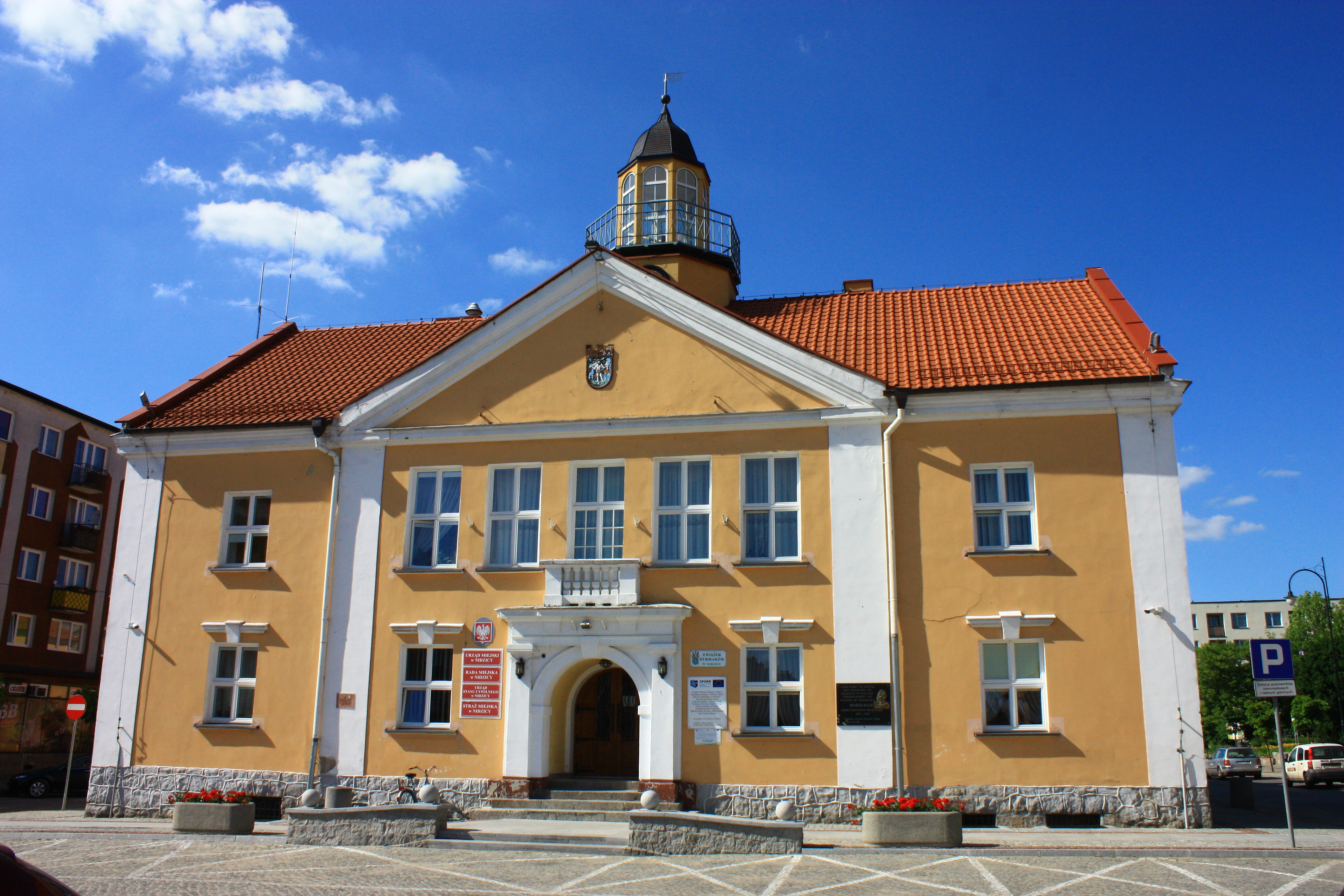
Rathaus
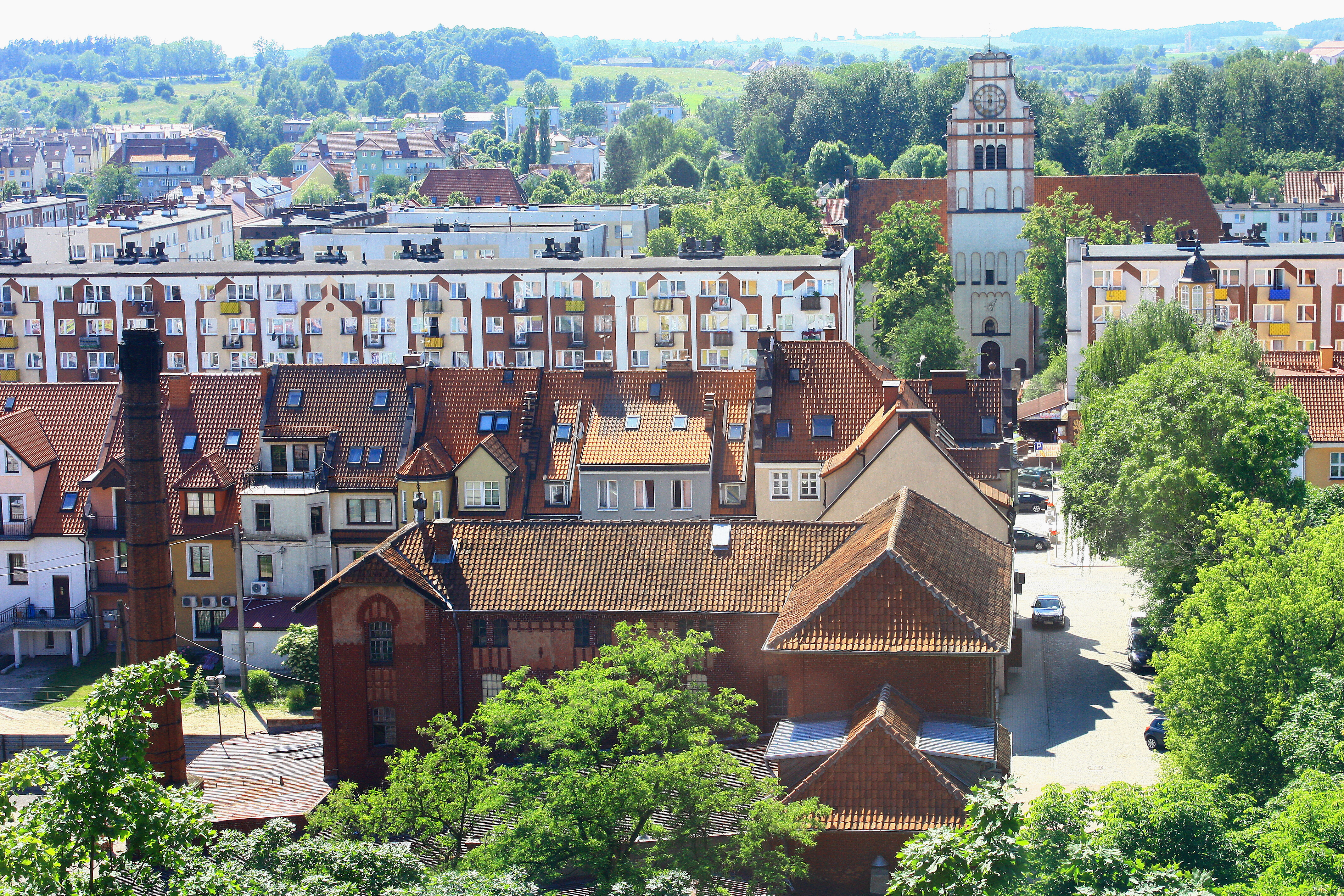
Teilansicht der Stadt aus der Vogelperspektive
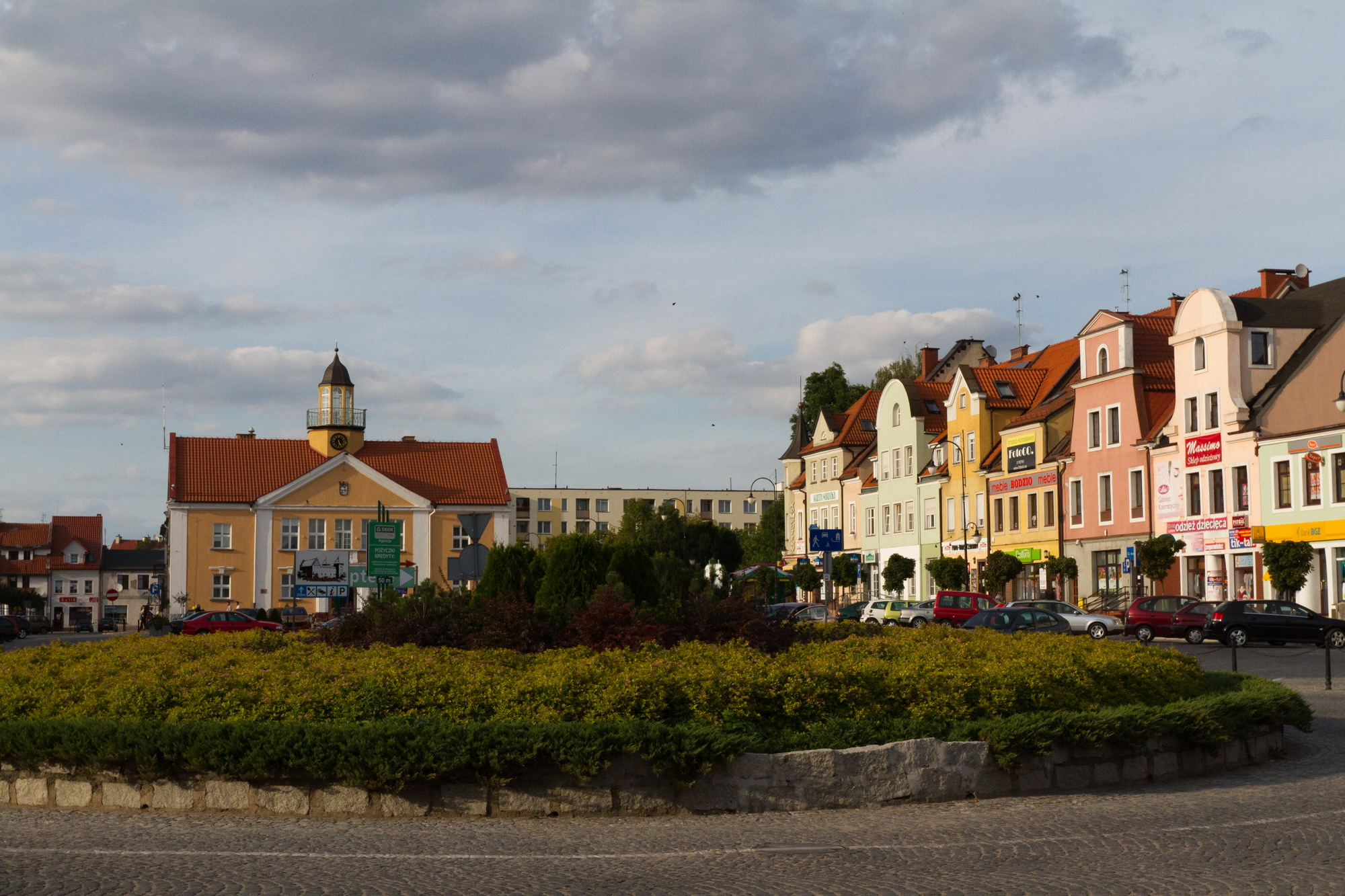
Häuser am ehemaligen Marktplatz, im Hintergrund das Rathaus
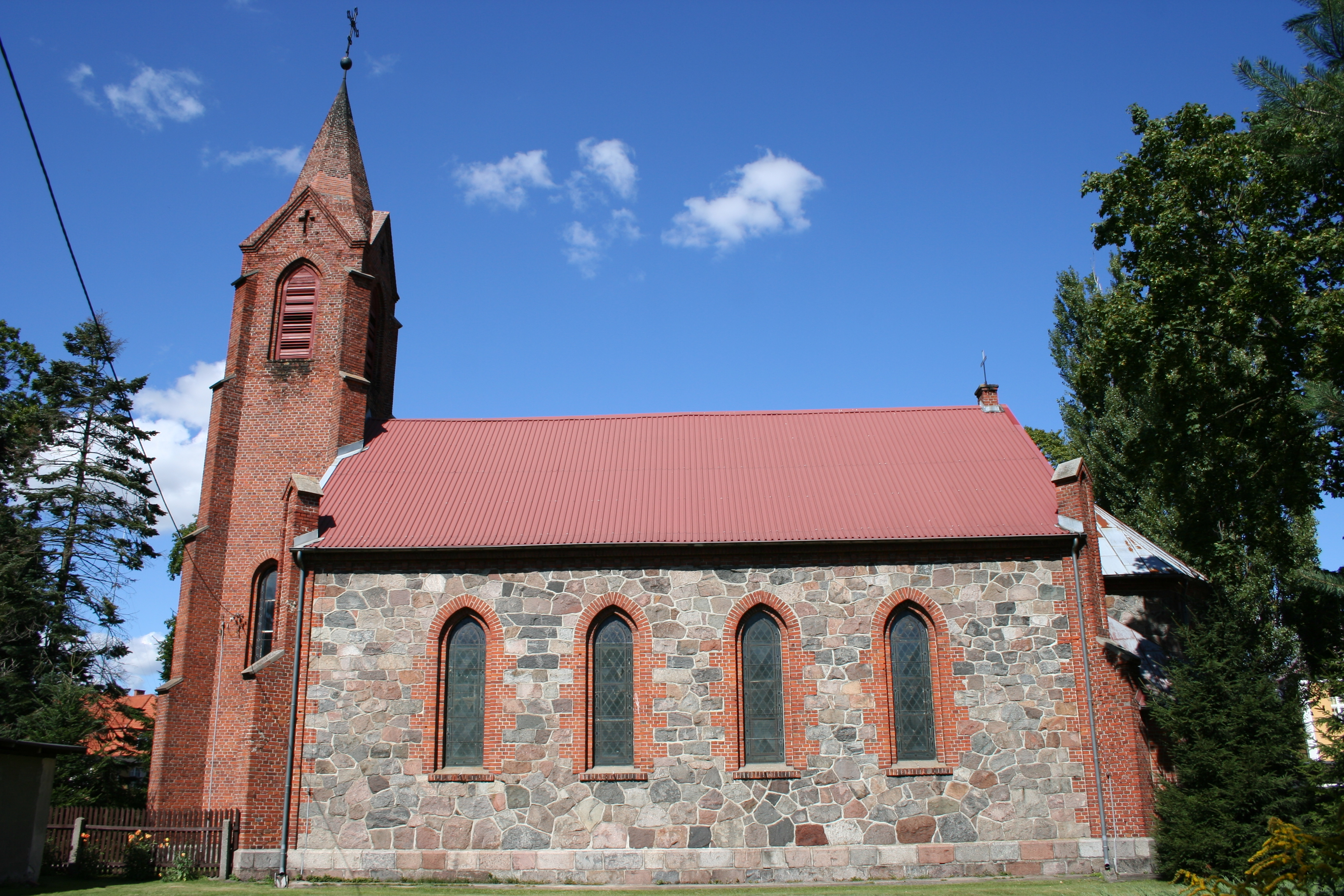
Evangelisch-Augsburgische Kirche
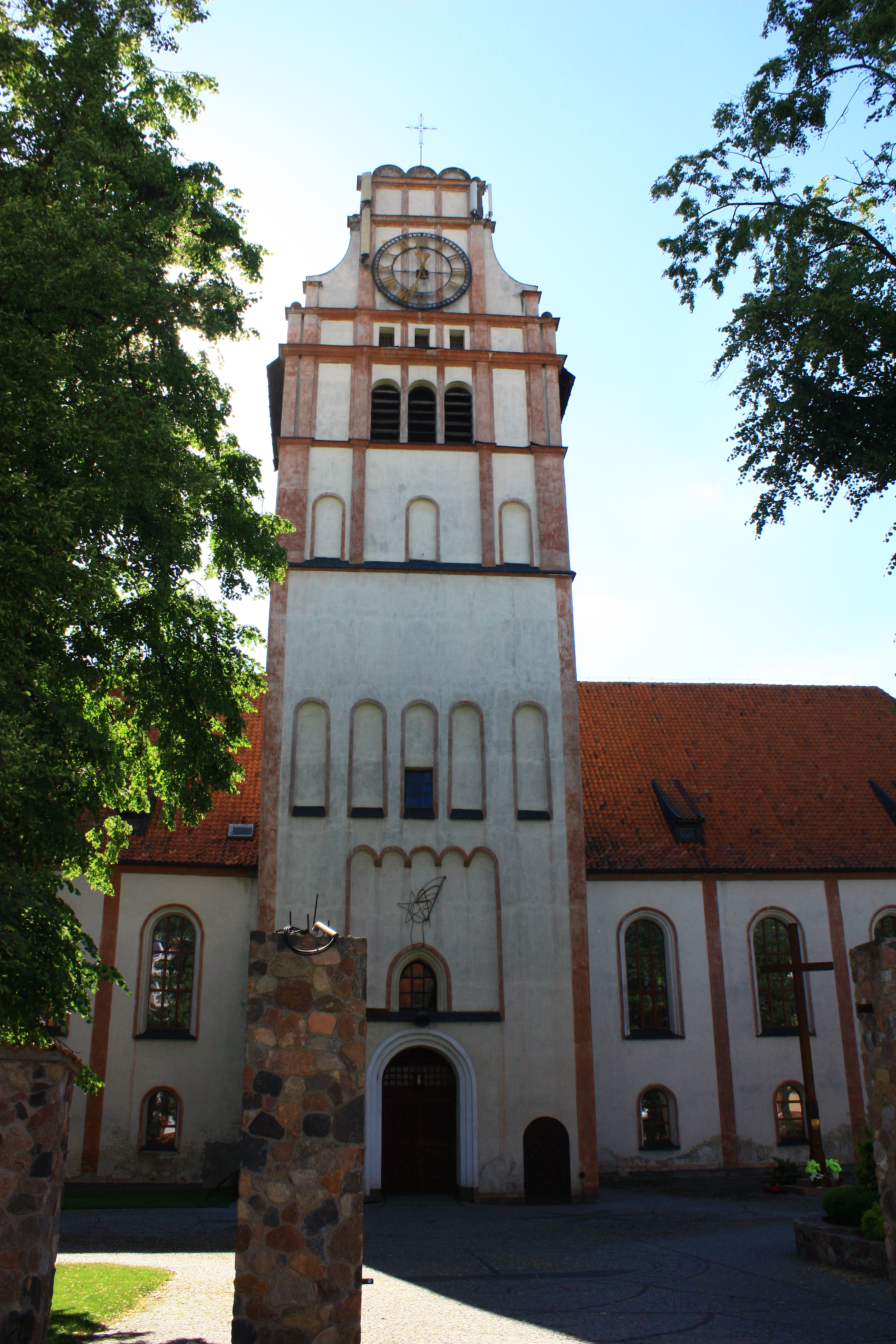
Katholische Stadtkirche
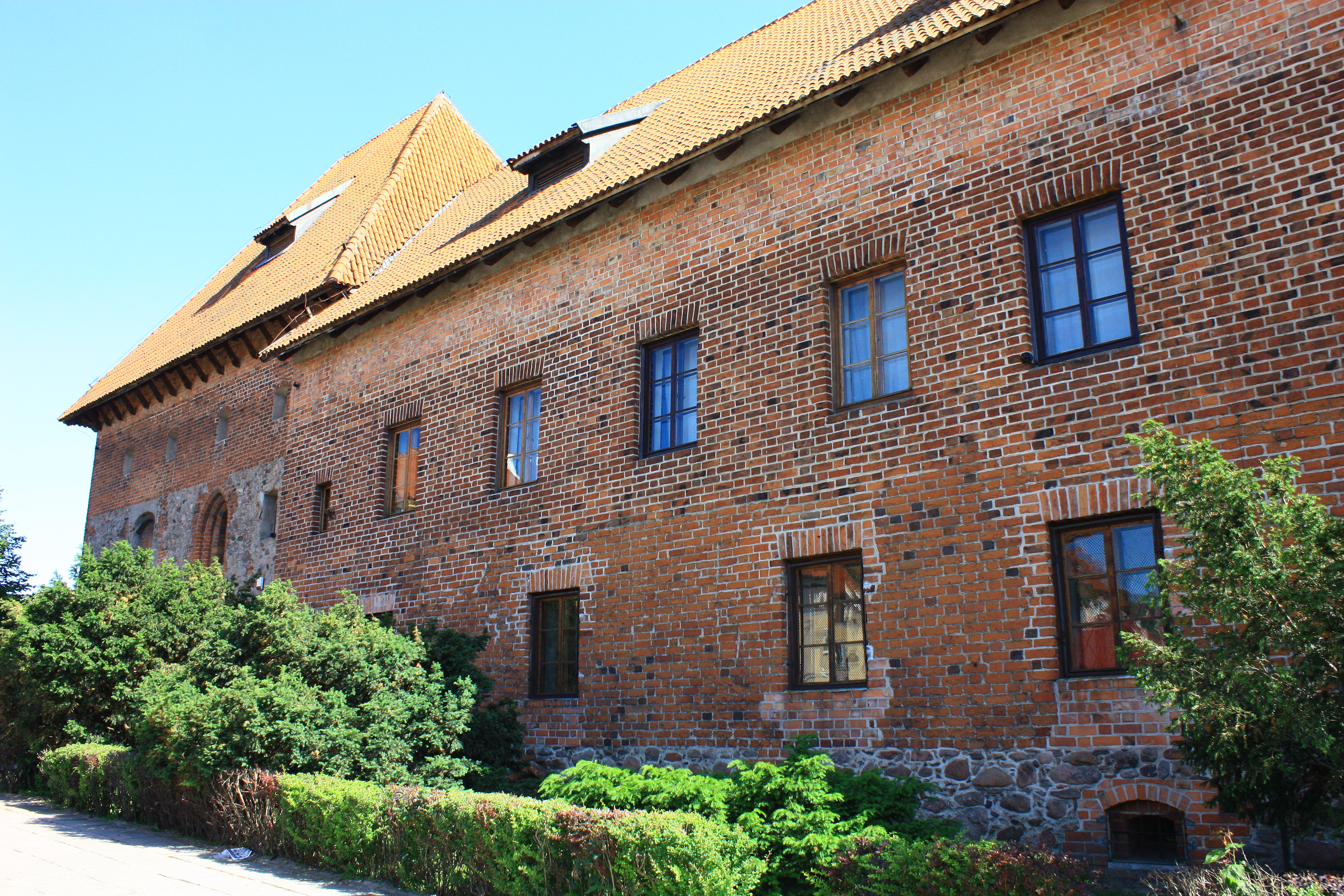
Kloster-Gebäude

## Города-побратимы
- Сарны, Украина.
- Хернинг, Дания.